# Neoscona lactea
Neoscona lactea är en spindelart som först beskrevs av Saito 1933.  Neoscona lactea ingår i släktet Neoscona och familjen hjulspindlar.
Artens utbredningsområde är Taiwan. Inga underarter finns listade i Catalogue of Life.